# 沼生水马齿
沼生水马齿（学名：Callitriche palustris）为车前科水马齿属的植物。分布于亚洲温带、北美洲、欧洲以及中国大陆的华东、东北、西南等地，生长于海拔700米至3,800米的地区，常生长在静水中、沼泽地水中及湿地，目前尚未由人工引种栽培。

## 异名
- Callitriche palustris L. var. elegans (V. Petr.) Y. L. Chang
- Callitriche verna L.